# Rete (matematica)
Questo articolo tratta di reti in spazi topologici e non di ε-reti in spazi metrici
In topologia e in aree ad essa collegate della matematica una rete o successione di Moore-Smith è una generalizzazione del concetto di successione, introdotta allo scopo di unificare le varie nozioni di limite e di estenderle a spazi topologici arbitrari. I limiti di reti rivestono in spazi topologici lo stesso ruolo che i limiti di successione svolgono in spazi che soddisfano il primo assioma di numerabilità come, ad esempio, gli spazi metrici.
Una successione è usualmente indicizzata sui numeri naturali, i quali formano un insieme totalmente ordinato. Le reti generalizzano questo concetto indebolendo la relazione d'ordine caratterizzante l'insieme di indici, introducendo così il concetto di insieme diretto. 
Il concetto di rete fu introdotto da E. H. Moore e H. L. Smith nel 1922. Al matematico Henri Cartan si deve il concetto di filtro, introdotto nel 1937. Si scoprì successivamente che la nozione di convergenza in termini di reti e quella in termini di filtri sono essenzialmente equivalenti. 

## Definizione
Sia {\displaystyle X} uno spazio topologico, allora si dice rete in {\displaystyle X} una funzione da un insieme diretto {\displaystyle A} a {\displaystyle X}.
Essa si indica spesso con {\displaystyle \langle x_{\alpha }\rangle } evidenziando così il fatto che l'elemento {\displaystyle \alpha } in {\displaystyle A} è associato all'elemento {\displaystyle x_{\alpha }} in {\displaystyle X}, inoltre, normalmente, si utilizza il simbolo {\displaystyle \geq } per indicare la relazione binaria su {\displaystyle A}.

## Esempi
Poiché i numeri naturali dotati della relazione d'ordine usuale formano un insieme diretto e una successione è una funzione definita sui numeri naturali, ogni successione è una rete. 
Un importante esempio di rete è il seguente:
Dato un punto {\displaystyle x} in uno spazio topologico, sia {\displaystyle N_{x}} l'insieme di tutti gli intorni contenenti {\displaystyle x}. Allora {\displaystyle N_{x}} è un insieme diretto, ove la direzione è data dalla relazione d'inclusione inversa, cioè {\displaystyle S\geq T} se e solo se {\displaystyle S\subseteq T}. Per {\displaystyle S\in N_{x}}, sia {\displaystyle x_{S}\in S}. Allora {\displaystyle \langle x_{S}\rangle } è una rete. Al crescere di {\displaystyle S} rispetto a {\displaystyle \geq }, i punti {\displaystyle x_{S}} della rete appartengono a intorni di {\displaystyle x} decrescenti rispetto alla relazione d'inclusione. Intuitivamente, ciò conduce all'idea che {\displaystyle x_{S}} debba tendere, in qualche senso, a {\displaystyle x}.

## Limiti di reti
Se {\displaystyle \langle x_{\alpha }\rangle } è una rete da un insieme diretto da {\displaystyle A} in {\displaystyle X}, e se {\displaystyle Y} è un sottoinsieme di {\displaystyle X}, diremo che {\displaystyle \langle x_{\alpha }\rangle } è definitivamente in {\displaystyle Y} se esiste {\displaystyle \alpha \in A} tale che per ogni {\displaystyle \beta \in A} con {\displaystyle \beta \geq \alpha }, {\displaystyle x_{\beta }\in Y}.
Se {\displaystyle \langle x_{\alpha }\rangle } è una rete in uno spazio topologico {\displaystyle X}, e {\displaystyle x\in X}, diremo che la rete converge a {\displaystyle x} o ammette limite {\displaystyle x} se e solo se per ogni intorno {\displaystyle U} di {\displaystyle x}, {\displaystyle \langle x_{\alpha }\rangle } è definitivamente in {\displaystyle U}. In tal caso scriveremo:
{\displaystyle \lim _{\alpha }x_{\alpha }=x}
Si noti che l'esempio di rete fornito in precedenza, definito sul sistema d'intorni di un punto {\displaystyle x}, effettivamente converge a {\displaystyle x} ai sensi di tale definizione.

## Esempi di limiti di reti
- Limiti di successioni.
- Limiti di una funzione di variabile reale: {\displaystyle \lim _{x\rightarrow c}f(x)}. In tal caso la direzione nell'insieme {\displaystyle \mathbb {R} \setminus \{c\}} è data dalla distanza da {\displaystyle c}.
- Limiti di reti di somme di Riemann nella costruzione di integrale di Riemann. In tal caso, l'insieme diretto è l'insieme delle partizioni dell'intervallo di integrazione parzialmente ordinato per inclusione. Una costruzione analoga è alla base della definizione di integrale di Riemann-Stieltjes.

## Definizioni supplementari
Se D e E sono insiemi diretti e h è una funzione da D a E, allora h si dice cofinale se per ogni e in E esiste un punto d in D tale che se q è in D e q ≥ d allora h(q) ≥ e.  In altri termini, l'immagine h(D) è cofinale in E.
Se D e E sono insiemi diretti, h è una funzione cofinale da D a E, e φ è una rete in X definita su E, allora φoh si dice sottorete di φ. Tutte le sottoreti sono, per definizione, di questo tipo. 
Se φ è una rete in X definita sull'insieme diretto D e A è un sottoinsieme di X, allora φ  ritorna in A se per ogni α in D esiste β in D, β ≥ α tale che φ(β) è in A.
Una rete φ in X si dice universale se per ogni sottorete A di X, o φ è definitivamente in A o φ è definitivamente in X-A.

## Proprietà
Praticamente tutti i concetti della topologia possono essere riformulati in termini di reti e limiti. Ciò può aiutare molto l'intuizione perché il concetto di limite di una rete è assai simile a quello di limite di una successione, ampiamente utilizzata nella teoria degli spazi metrici. Una funzione f : X → Y tra spazi topologici è continua nel punto x se e solo se per ogni rete (xα) tale che
{\displaystyle \lim x_{\alpha }=x}
si ha
{\displaystyle \lim f(x_{\alpha })=f(x).}
Tale teorema non vale se sostituiamo la parola "rete" con "successione". In particolare, se X non soddisfa il primo assioma di numerabilità, è necessario ricorrere a insiemi diretti più generali dell'insieme dei numeri naturali. In generale, una rete in un insieme X può ammettere più di un limite. L'unicità del limite di una rete, posto che esiste, è garantita se X è uno spazio di Hausdorff. Se X non è di Hausdorff, allora esiste una rete in X che ammette due limiti distinti. In definitiva, l'unicità del limite è equivalente alla proprietà di Hausdorff sull'insieme, e in questo senso tale proprietà può essere vista come una definizione di unicità del limite.
Se U è un sottoinsieme di X, allora x appartiene alla chiusura di U se e solo se esiste una rete (xα) con limite x e tale che xα appartiene a  U per ogni α. In particolare, U è chiuso se e solo se per ogni rete (xα) in U e limite x, si ha che x appartiene a U.
Una rete ammette limite se e solo se ogni sua sottorete ammette limite. In tal caso, ogni limite della rete, è anche un limite di ogni sua sottorete.
Un insieme X è compatto se e solo se ogni rete (xα) in X ammette una sottorete convergente a un punto x in X. Tale proposizione è la generalizzazione del teorema di Bolzano-Weierstrass e del teorema di Heine-Borel.
In uno spazio metrico o in uno spazio uniforme, si può parlare di reti di Cauchy negli stessi termini nei quali si parla di successioni di Cauchy.